# 著作権侵害
著作権侵害（ちょさくけんしんがい、英: Copyright infringement）とは、私的使用（フェアユース）の範囲を超えて他人の著作物を無許可でコピーし、配信、上映、改変、切除などをする行為である。著作権侵害は、人々の創造意欲を減退させる行為として、法により規制されている。
なお、文化庁ではインターネット上の海賊版による著作権侵害対策情報ポータルサイト内に相談窓口を開設し、主にインターネット上の海賊版による著作権侵害に関する相談を受け付けている。

## 日本
著作権法は、以下で条数のみ記載する。

### 著作権侵害の成立要件
著作権侵害（直接侵害）の成立要件を以下に詳述する。

#### 著作物性
著作権侵害が成立するには、著作物が第三者の手によって利用されていることが必要である。ここで著作物とは「思想又は感情を創作的に表現したものであって、文芸、学術、美術又は音楽の範囲に属するもの」である（2条1項1号）。
他人が考案したゲームの規則（ルール）やスポーツ競技の競技規則、他人の特許発明は「思想」であって、思想の創作的表現たる著作物ではないから、それらを無断で利用しても著作権侵害は成立しない。また、工業的方法により量産することを目的として創作されるいわゆる工業デザイン（応用美術）は、一般的には意匠権の対象であり（意匠法2条1項、3条1項柱書）、著作権の対象にはならないと解されている。しかし、当該応用美術であっても、感情の創作的表現が認められ、美術工芸的価値としての美術性が備わっているものについては、その著作物性を否定すべきではないとした判例がある（「博多人形赤とんぼ事件」、長崎地方裁判所佐世保支部判決昭和48年2月7日）。
匿名BBSでの書き込みや電子メール本文、YouTubeでの動画紹介の字幕が著作物であると判断され、賠償金の支払いが命じられた事例も存在する。

#### 著作権の存在
著作権侵害が成立するには、利用されている著作物の著作権が有効に存続している必要がある。著作物が利用されていても、何らかの事由によって著作権が原始的に発生していない場合、あるいは著作権が原始的に発生していても既に消滅している場合は、著作権侵害が成立しない。

##### 国内法において保護される著作物であること
著作権法による保護を受ける著作物は、以下の3つである（6条）。これらに該当しない著作物は、日本国著作権法による保護を受けることはないので、無断で利用しても著作権侵害は成立しない。
1. 日本国民を著作者とする著作物（1号）
2. 最初に日本国内で発行された著作物（最初に外国において発行されてから30日以内に日本で発行されたものを含む）（2号）
3. 条約により保護の義務を負う著作物（3号）

##### 原始的に著作権の目的となる著作物であること
著作権法の規定では、憲法その他の法令、国や地方公共団体が発する告示、裁判所の判決文などは、著作権の目的とならない（13条各号）。従って、これらの著作物を著作者に無断で利用しても、著作権侵害は成立しない。

##### 著作権が消滅していないこと
著作権の存続期間満了（51条～58条）、著作権者の死後における相続人不存在等または解散著作権法人の清算による国庫帰属（62条）等の事由によって著作権は消滅する。いったん消滅した著作権は、対抗要件を満たさない限り復活しない。
著作権の消滅後に著作物を第三者が無断で利用しても、著作権侵害は成立しない。
例えば、著作者の死後70年（無名または変名の著作物、団体名義の著作物、映画の著作物の場合は、著作物の公表後70年）が経過した場合、著作権は消滅するため（著作権法51条2項）、当該著作物を無断で利用しても著作権侵害は成立しない。著作権侵害訴訟における著作権存続の判断時は、差止請求訴訟においては事実審の口頭弁論終結時、損害賠償請求においては著作物が利用された時であると解する。
なお、日本法では著作権の放棄に関して明文で規定がないため、権利者の放棄により著作権が将来に渡り消滅するのか、それとも無期限かつ無条件の全面利用的許諾に留まるのかは所論がある。また、権利者の放棄により、登録がなされていない著作権に関し第三者との間の対抗要件上、問題が生じ得る。

#### 著作権が及ぶ範囲で利用されていること

##### 著作権の効力
著作権侵害が成立するには、21条～28条が規定する著作権の効力の範囲内で著作物が利用されていることが必要である。著作権法は、著作物の利用行為のうち、以下の態様によって著作物を利用する権利を著作者に専有させている。したがって、以下の行為が、著作権の効力が及ぶ範囲での著作物の利用に該当する。
- 著作物を複製する行為（21条）
- 著作物を公に上演、演奏する行為（22条）
- 著作物を公に上映する行為（23条）
- 著作物を公衆送信（自動公衆送信の場合は、送信可能化を含む）する行為（23条1項）
- 公衆送信されるその著作物を、受信装置を用いて公に伝達する行為（23条2項）
- 言語の著作物を公に口述する行為（24条）
- 美術著作物または未発行写真著作物を、これらの原作品により公に展示する行為（25条）
- 映画著作物を、その複製物により頒布する行為（26条1項）
- 映画著作物において複製されている著作物を、当該映画の著作物の複製物により頒布する行為（26条2項）
- 著作物（映画著作物を除く）をその原作品または複製物の譲渡により公衆に提供する行為（26条の2）
- 著作物（映画著作物を除く）をその複製物の貸与により公衆に提供する行為（26条の3）
- 著作物の翻訳、編曲、翻案等により、2次的著作物を作成する行為（28条）

日常語としての「利用」には、著作物を読んだり視聴したり、プログラムを実行させること（「使用」）も含まれるが、上に列挙した著作権については「使用」は規定されていないため、上に列挙した著作権に対する侵害は基本的には成立しない。ただし、一部の権利侵害類型では「使用」を要件の一部とする場合もある（法113項2項など）。

##### 著作権の効力の制限
著作物の利用促進等への配慮から、著作権の効力は制限される。すなわち、私的複製（30条1項）、引用（32条1項）、非営利無報酬無対価演奏（38条1項）などの態様により著作物を利用する行為に著作権は及ばない。

##### 依拠性と類似性
著作物を利用しているとされるには、現に利用されている著作物（利用著作物）が、対象となる既存の著作物（既存著作物）に依拠して作出されたものであって（依拠性）、利用著作物と既存著作物における表現が類似していること（類似性）が必要であると解する。いずれかの要件を欠く場合は、既存の著作物を利用していることにはならず、著作権侵害は成立しない。
依拠性
「ワン・レイニーナイト・イン・トーキョー事件」の最高裁判所判決（昭和53年9月7日）は、「既存の著作物と同一性のある作品が作成されても、それが既存の著作物に依拠して再製されたものでないときは、その複製をしたことにはあたらず、著作権侵害の問題を生ずる余地はないところ、既存の著作物に接する機会がなく、従つて、その存在、内容を知らなかつた者は、これを知らなかつたことにつき過失があると否とにかかわらず、既存の著作物に依拠した作品を再製するに由ないものであるから、既存の著作物と同一性のある作品を作成しても、これにより著作権侵害の責に任じなければならないものではない」と判示し、現に利用している著作物と既存の著作物が同一または類似している場合であっても、利用著作物が既存著作物とは独立して創作されたものである場合には、著作権侵害は成立しないことを示した。
このような著作権の性質から、著作権は相対的独占権であるといわれる。同様の性質を有する独占権に回路配置利用権がある（半導体集積回路の回路配置に関する法律12条1項）。一方、特許権、実用新案権、意匠権は絶対的独占権である。すなわち、自ら独立して創作した発明、考案、意匠を実施していても、それらが他人の特許権、実用新案権、意匠権の対象となっている場合には、権利侵害が成立する。
著作権侵害訴訟においては、原告（著作権者）が類似性と依拠性の立証責任を負うものと解されている。類似性は、原告の既存著作物と被告の利用著作物の対比による客観的な判断が可能であるため、その立証は比較的容易である。一方で、依拠性は被告の主観的心理状態の問題であるから、たとえば以下のような間接事実から依拠性を推認することになる。
1. 被告による原告の著作物へのアクセス可能性
2. 被告の利用著作物と原告の著作物における表現の酷似性
3. 原告の著作物の著名性、周知性

これらの間接事実を原告が立証したときは、逆に依拠性が存在しなかったことを、被告が独立創作の抗弁として立証しないかぎり、依拠性は認められるものと解する。
類似性
「パロディ・モンタージュ写真事件」（第一次）の最高裁判所判決（昭和55年3月28日）は、「自己の著作物を創作するにあたり、他人の著作物を素材として利用することは勿論許されないことではないが、右他人の許諾無くして利用をすることが許されるのは、他人の著作物における表現形式上の本質的な特徴をそれ自体として直接感得させないような態様においてこれを利用する場合に限られる」と判示した。本事件は著作者人格権の一つである同一性保持権侵害の事案であるが、著作権（財産権）侵害の場合にも適用されるべきものと解される。

#### 利用者が著作物利用について正当な権原を有していないこと
以下のような場合は、著作物の利用について、正当な権原を有しているといえる。

##### 著作物の利用許諾
著作権者から著作物の利用許諾（63条1項）を受けた場合、その利用許諾の範囲内で著作物を利用する限り、著作権侵害は成立しない。例えば、音楽のネット配信について音楽著作権者（および音楽著作権者から著作権管理業務を委託された一般社団法人日本音楽著作権協会（JASRAC）等や、音楽著作権者から音楽著作物の販売を委託されている著作隣接権者であるレコード会社など）から許諾を受けた場合において、許諾を受けた音楽を、許諾を受けた方法にしたがってネット配信する行為は、著作権侵害とならない。

##### 出版権の設定
著作権者（複製権者）から出版権（79条1項）の設定を受けている場合も、設定行為により定められた範囲内で著作物を複製する限り、著作権侵害は成立しない。

### みなし侵害
以上に列挙した要件を満たさない場合は、原則として著作権侵害（直接侵害）は成立しない。しかし、これらの要件を満たさない場合であっても、直接侵害の予備的行為が著作権侵害と擬制されることがある（みなし侵害）。

#### 著作権法113条
日本国著作権法では、以下の5類型を著作権侵害とみなしている（113条）。
1. 国内において頒布することを目的をもって、輸入の時において国内で作成したとしたならば著作権の侵害となるべき行為によって作成された物を輸入する行為（同条1項1号）
2. 著作権を侵害する行為によって作成された物（前記1の輸入物を含む）を情を知って頒布し、または頒布の目的をもって所持する行為（同条1項2号）
3. プログラムの著作物の著作権を侵害する行為によって作成された複製物を、業務上電子計算機で使用[注 4]する行為（複製物の使用権原を取得した時に情を知っていた場合に限る）（同条2項）
4. 権利管理情報に関する以下の行為（同条3項）
  1. 虚偽の権利管理情報を故意に付加する行為（1号）
  2. 権利管理情報を故意に除去し、または改変する行為（2号）
  3. 前記の行為が行われた著作物を、情を知って頒布し、もしくは頒布目的で輸入し、または情を知って公衆送信、送信可能化する行為（3号）
5. 国内頒布目的商業用レコード（以下、国内盤）を発行している著作権者が、それと同一の国外頒布目的商業用レコード（以下、外国盤）を国外において発行している場合において、情を知って、外国盤を国内頒布目的で輸入する行為、または当該外国盤を国内で頒布し、もしくは国内頒布目的で所持する行為（ただし、著作権者が得ることが見込まれる利益が不当に害される場合に限られる。また、国内盤発行から政令で定める期間を経過した場合を除く）（同条5項）（レコード輸入権を参照）

### 著作権侵害行為に対する制裁措置
著作権侵害をした者に対しては、損害賠償請求や差止請求のような民事的請求が認められている。また、故意に著作権侵害をした者に対しては、懲役や罰金の刑事罰が科されることがある。

#### 民事訴訟
差止請求
著作権者は、著作権を侵害する者または侵害するおそれがある者に対し、侵害の停止または予防を請求することができる（112条1項）。また、差止請求をするに際し、侵害行為組成物、侵害行為供用物の廃棄を請求することもできる。侵害行為組成物の例としては、違法に複製されたCD、DVDメディア等、侵害行為供用物の例としては、違法複製に用いられたパソコン、違法演奏に使用された楽器などが挙げられる。
差止請求には、被告の故意または過失は要件とされず、不可抗力による侵害であっても請求可能である。これには侵害行為組成物、侵害行為供用物の廃棄も含まれる。
また、「著作権を侵害する」や「侵害するおそれがある」の判断基準時は、事実審の口頭弁論終結時であると解する。したがって、事実審の口頭弁論終結時までに著作権が消滅し、あるいは被告が著作権侵害行為を停止し、かつ再度の著作権侵害のおそれがなくなれば、差止請求は棄却される。
損害賠償請求
著作権者は、故意または過失により著作権を侵害し、著作権者に損害を発生させた者に対し、発生した損害の賠償請求をすることができる（民法709条）。ただし、著作権者またはその法定代理人が、損害および著作権侵害者を知った時から3年間損害賠償請求権を行使しないときは、請求権は時効によって消滅する。また、著作権侵害の時から20年（除斥期間）が経過した時も、同様に消滅する（民法724条）。
著作権侵害を原因として発生する損害には、侵害の調査費用や弁護士への報酬といった、著作権侵害がなければ支払う必要がなかった費用（積極的損害）と、侵害品（海賊版）の流通による正規品の売上減退のような、著作権侵害がなければ得られるはずであった利益（消極的損害）がある。前者の損害額の立証は比較的容易であるが、著作権の対象である著作物は無体物であるゆえ、後者の損害額の立証は困難である。そこで、著作権法は損害の推定規定などを置き、原告（著作権者）による損害額の立証負担を軽減している（114条1項～3項）。さらにTPP11協定法改正後は、対象が著作権等管理事業者により管理されている場合においてはその使用料規程により算出した額（複数ある場合は最高額）を損害額として賠償を請求することができる。
なお、これらの損害額の算定については補充的規定であり、法114条4項および民法709条に基づいてそれらを越えた額の損害額の請求を妨げない。
不当利得返還請求
その他、著作権者は、著作権を侵害することによって利益を得ている者に対し、当該不当利得の返還を請求することができる（民法703条）

#### 刑事罰
著作権を故意に侵害した者は、10年以下の拘禁刑または1000万円以下の罰金に処せられる（拘禁刑と罰金が併科されることもある）（119条）。
また、法人の代表者、従業員等が著作権侵害行為をしたときは、行為者のほか、当該法人も3億円以下の罰金に処せられる（両罰規定）（124条）。
刑事罰（拘禁刑、罰金刑）が科されるのは、著作権を故意に侵害した場合のみである。過失により著作権を侵害した場合は、刑事罰は科されない（刑法38条1項）。
いわゆる「違法ダウンロードの刑事罰化」として、「私的使用の目的をもって、有償著作物等の著作権又は著作隣接権を侵害する自動公衆送信を受信して行うデジタル方式の録音又は録画を、自らその事実を知りながら行って著作権又は著作隣接権を侵害した者に対し、2年以下の拘禁刑若しくは 200万円以下の罰金に処し、又はこれを併科する」が定められている。違法ダウンロードの刑事罰化における「有償著作物等」とは、「録音され、または録画された著作物、実演、レコードまたは放送もしくは有線放送に係る音もしくは影像であって、有償で公衆に提供され、または提示されているもの（その提供または提示が著作権または著作隣接権を侵害しないものに限る。）」である。
これらを含む著作権侵害罪の大部分(著作権法第119条、第120条の2第3号及び第4号、第121条の2並びに前条第1項の罪とされるもの)は親告罪である（123条1項）。これらについては、著作権者による告訴がなければ、検察官は公訴を提起することができないが、TPP11協定法改正により、一定要件下の著作権等侵害等罪につき、非親告罪となった（「日本の著作権法における非親告罪化」を参照）。
技術的保護手段の回避を行うことをその機能とする装置の提供、およびそれを利用した複製を業として行った場合については、3年以下の拘禁刑若しくは300万円以下の罰金に処せられる（拘禁刑と罰金が併科されることもある）（著作権法第120条の2第1号及び第2号）。別途、不正競争防止法による罰則もある。
著作権法には国外犯規定がないが、刑法施行法（明治41年法律第29号）第27条第1号により著作権法に掲げる罪については刑法第3条の例に従う、即ち日本国民の国外犯が適用になり、日本国内での行為の他、日本国民が日本国外で著作権侵害（罪）となる行為を行った場合、処罰される。

### 歴史
日本で初めての著作権侵害訴訟は、浪曲家・桃中軒雲右衛門のレコードを巡るものである。

## アメリカ合衆国
アメリカ合衆国ではアメリカ合衆国通商代表部（USTR）が知的財産権の保護の世界的状況について毎年評価報告書を公表している。この報告書は「スペシャル301条報告書」と呼ばれるもので301の番号は1974年通商法301条を指し、通商代表部が知的財産権の保護を十分に行っていない国を特定するという条項である。
アメリカ合衆国通商代表部は知的財産権の保護・執行が不十分とみられる国の監視リストを報告書に記載し、それに従って米国政府は貿易制裁などの報復的措置をとることが可能となる。